# 鐵狼

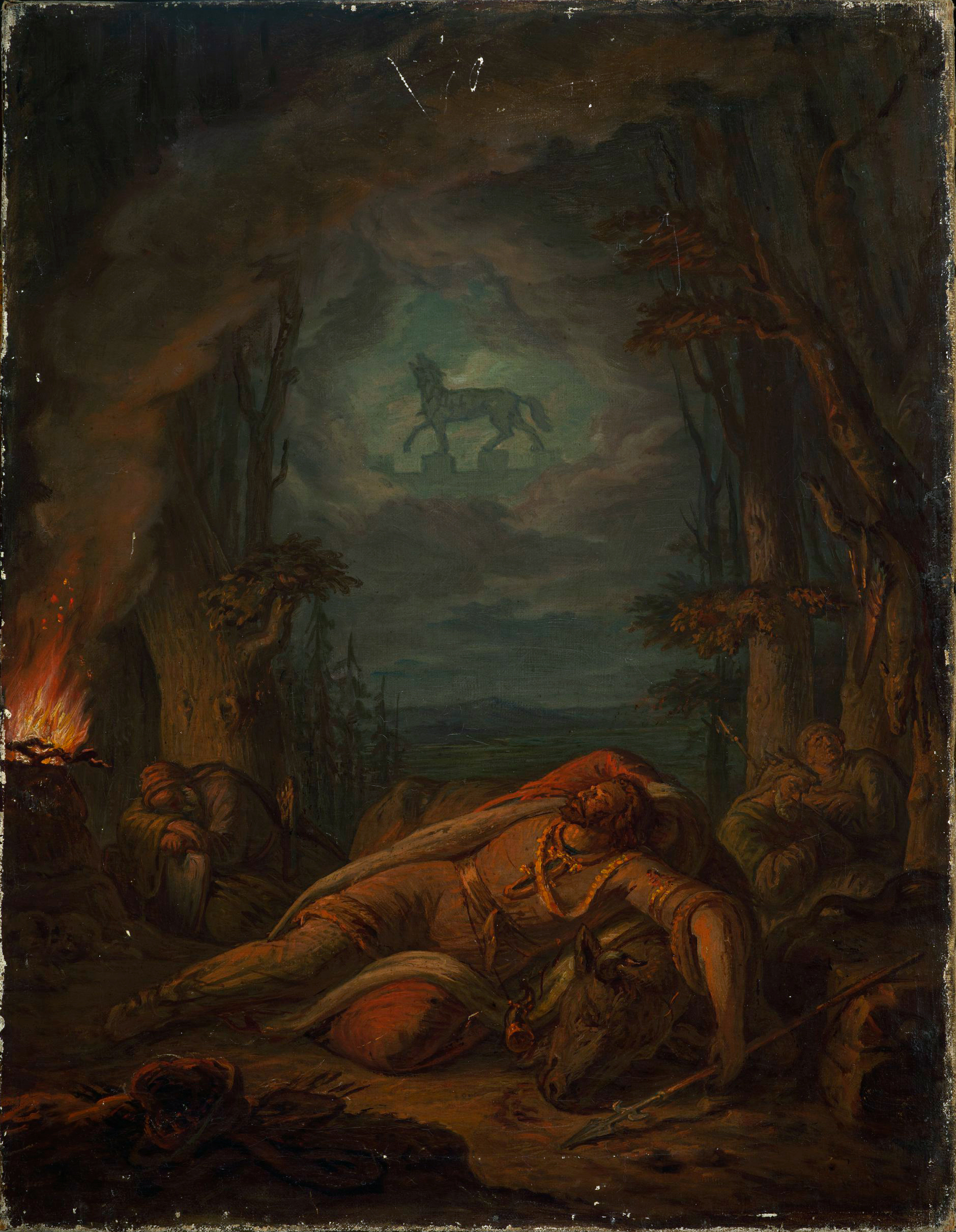
格迪米纳斯大公夢見鐵狼於山崗上嚎叫

鐵狼是源自歐洲中世纪時期，關於古代立陶宛大公国，以及現代立陶宛首都维尔纽斯建城傳說裡的神話動物。鐵狼傳說首次出現於立陶宛編年史裡，這則神話故事與母狼乳婴有些許相似之處，似乎反映出立陶宛人意圖展現他們可追溯至羅馬帝國的傳奇起源（詳見帕莱莫尼德家族）。鐵狼神話在浪漫民族主义時代開始大為流行。時至今日，鐵狼不僅是維爾紐斯的城市象徵之一，亦廣泛被使用於立陶宛的運動隊伍、軍隊、童軍團體等不同地方。

## 傳說
根據傳說，格迪米纳斯大公（約1275年－1341年）某次於鄰近维尔尼亚河流入内里斯河之地，聖瓦倫丁谷附近神聖的森林裡狩獵時，大公在成功獵殺一頭原牛後感到疲倦不已，決定在此過夜。大公沉沉地睡去，夢中格迪米納斯望見一隻碩大的鐵狼站在山頂上仰天咆嘯，它的長嚎聲有如一百隻狼同時嚎叫般強勁而響亮。夢醒後，大公要求一位名叫利茲代卡的異教祭司替他解釋夢境的內容。祭司告訴他：
「對於立陶宛和它的統治者來說，命運註定如此：鐵狼代表您將在此地建造一座城堡和一座城市。這座城市將成為立陶宛這片土地的首都與立陶宛統治者們的居所，他們榮耀的事蹟將響遍全世界。」
格迪米納斯遂遵照眾神的旨意，在當地建立起一座城市，並以维尔尼亚河之名，將該城命名為「维尔纽斯」。

## 圖集

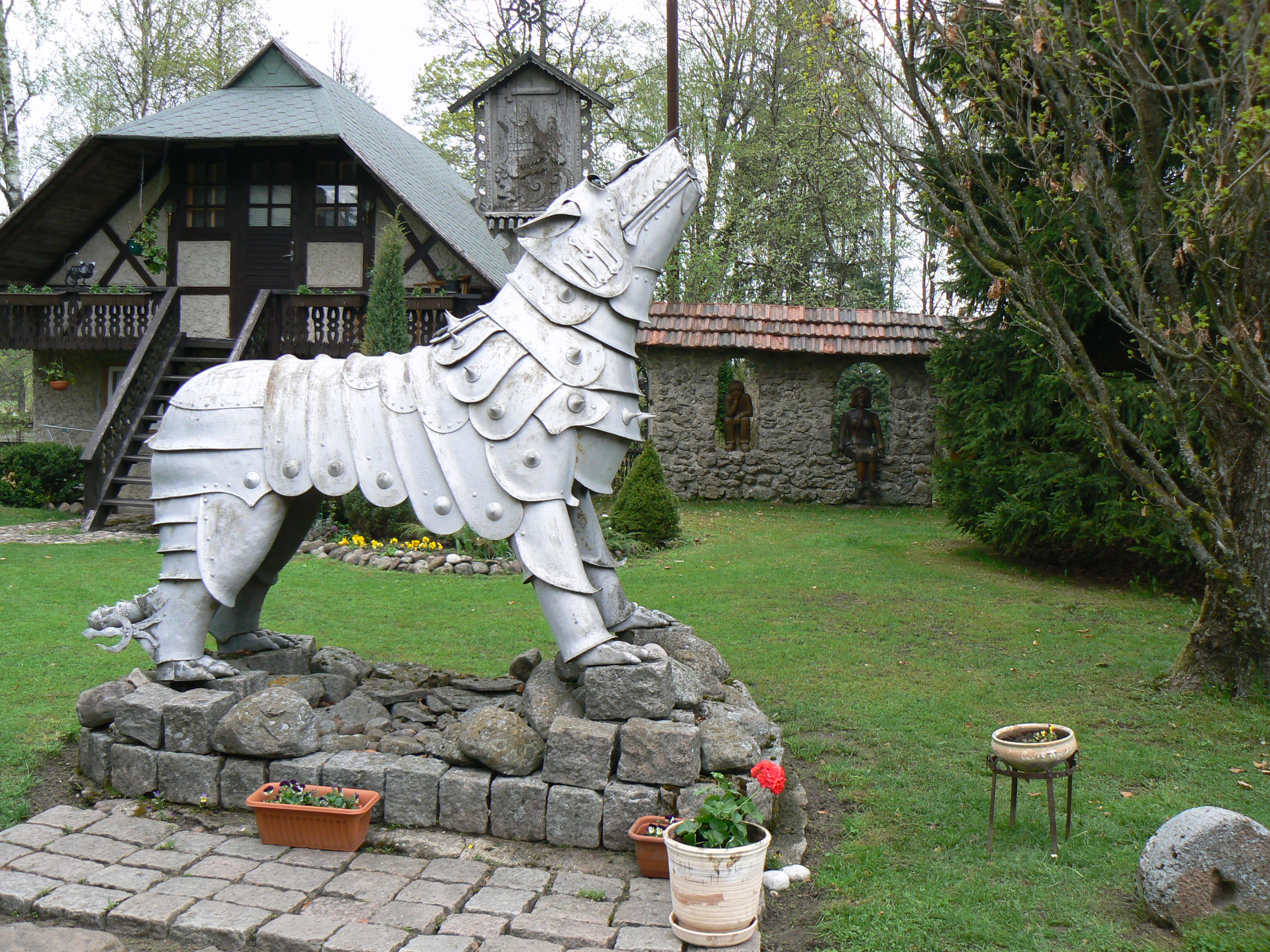
維陶塔斯·馬約拉斯（捷克語：Vytautas Majoras）的鐵狼藝術作品
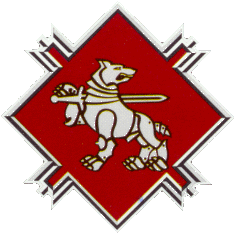
以鐵狼為軍隊象徵的立陶宛鐵狼機械化步兵旅（英语：Mechanised Infantry Brigade Iron Wolf）